# Sarasota County
Sarasota County is een county in de Amerikaanse staat Florida.
De county heeft een landoppervlakte van 1.480 km² en telt 325.957 inwoners (volkstelling 2000). De hoofdplaats is Sarasota.

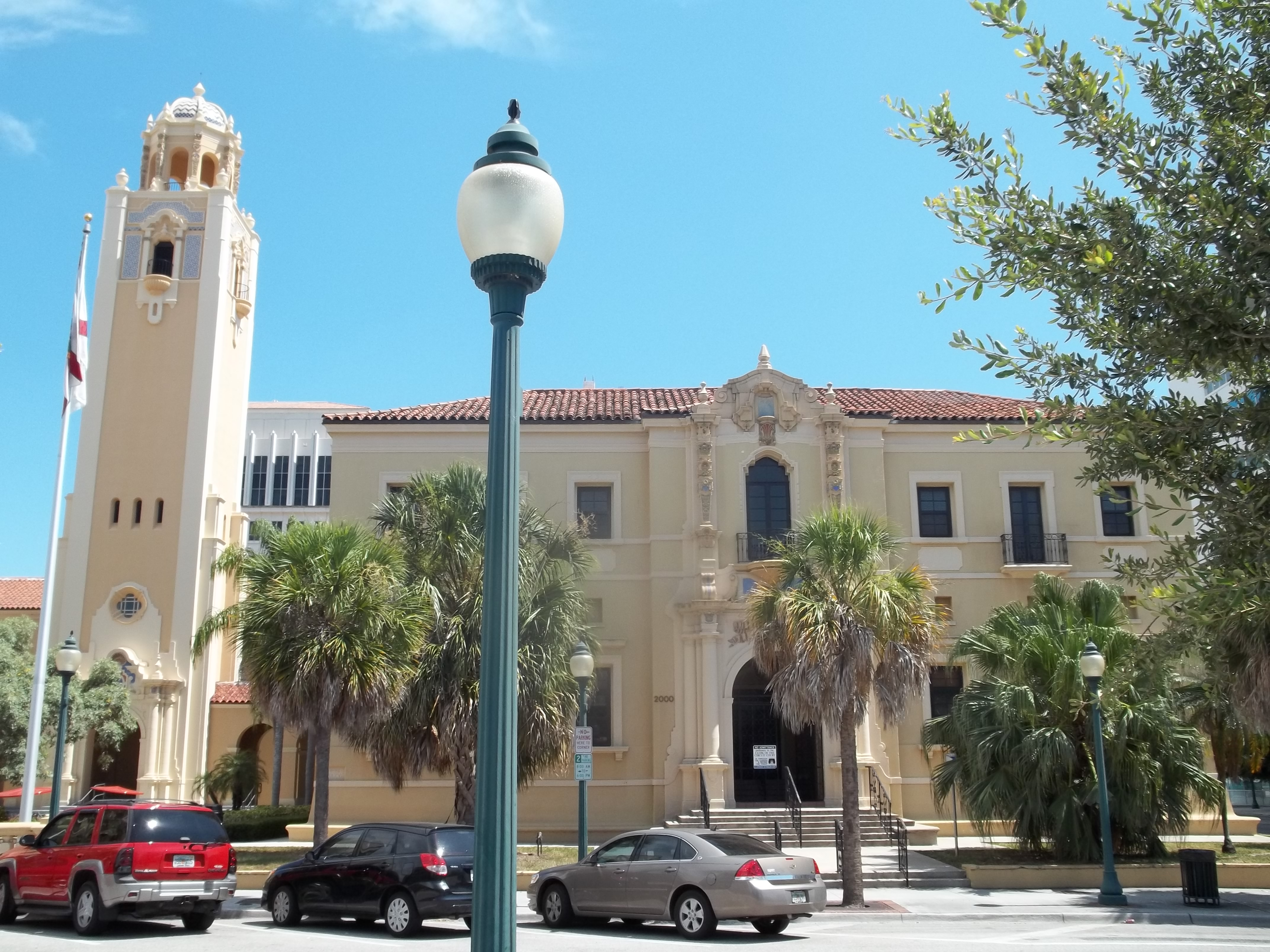
Sarasota County Courthouse